# Adorazione dei pastori

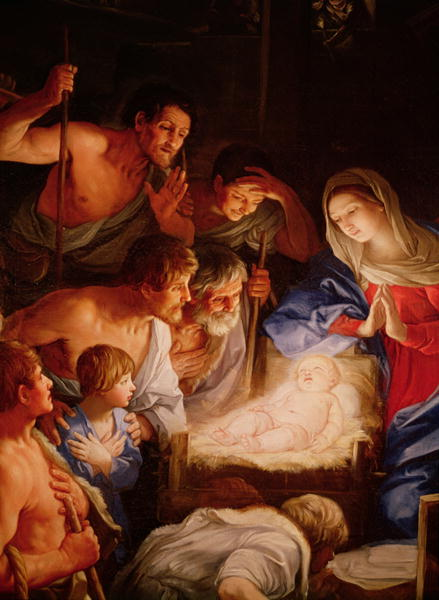
L'adorazione dei pastori in un dipinto di Guido Reni.

L'adorazione dei pastori è un evento della vita di Gesù descritto nel Vangelo di Luca (2,8-20): al momento della sua nascita a Betlemme alcuni pastori vengono avvertiti dell'avvenimento da un angelo e si recano ad adorare il neonato.

## Il racconto di Luca
Il Vangelo di Luca è l'unico dei Vangeli canonici a narrare l'episodio. Mentre alcuni pastori vegliavano all'aperto sorvegliando il gregge, un angelo gli appare ed essi si spaventano. L'angelo li tranquillizza e dice loro che a Betlemme è nato un Salvatore, Gesù; gli dà anche un segno, che a Betlemme avrebbero trovato un bambino avvolto in fasce e adagiato in una mangiatoia. Subito dopo appare un gruppo di angeli, che cantano le parole "Gloria a Dio nell'alto dei cieli e pace in terra agli uomini che egli ama". Dopo che gli angeli sono spariti, i pastori decidono di recarsi a Betlemme a visitare Gesù e ritornano al loro gregge pieni di gioia, lodando Dio. Le persone che ascoltavano i pastori si meravigliavano di quello che dicevano.

### Storicità e significato teologico
La deposizione di Gesù in una mangiatoia significa che nacque in una delle grotte che si trovavano attorno a Betlemme e venivano usate come stalle; essendo una zona frequentata da pastori, anche se non ci sono prove certe dell'accaduto è storicamente plausibile che i pastori siano stati realmente i primi testimoni dell'evento. Secondo un'ipotesi riportata da David Friedrich Strauß, Giuseppe e Maria potrebbero avere trovato ospitalità presso una famiglia di pastori; durante la notte della nascita di Gesù sarebbe apparso in cielo un meteorite molto luminoso, che i pastori avrebbero interpretato come un segno di Dio attestante la nascita del messia. Il particolare della mangiatoia è comunque compatibile con il racconto del Vangelo di Matteo secondo cui i Magi trovarono Gesù in una casa, perché nell'antica Palestina diverse case comprendevano una parte scavata nella roccia, che veniva usata come stalla o come deposito per gli alimenti per la famiglia e il fieno per gli animali. Alcuni aspetti della narrazione di Luca sono però ritenuti storicamente inverosimili. Solo dopo la sua risurrezione sarà chiaro che Gesù è il Salvatore, pertanto un annuncio di questo tipo fatto da un angelo ad un gruppo di ignari pastori al momento della nascita di Gesù non avrebbe avuto senso . 
Di contro però, si può assistere all'effettivo riconoscimento di Gesù quale messia e salvatore nel famoso "cantico di Simeone", sempre nel racconto di Luca, ancora prima che egli venga presentato al tempio. Nell'episodio in questione viene anche riconosciuto il ruolo fondamentale di Maria madre di Gesù nella successiva passione del figlio.
Il racconto di Luca ha comunque un significato teologico. Anzitutto denota l'attenzione di Gesù per gli umili, dato che tra gli ebrei i pastori erano una delle categorie più basse della scala sociale. C'è inoltre un parallelo con Davide: il grande re d'Israele da ragazzo era un pastore, mentre Gesù nacque tra i pastori. Infine, l'episodio prefigura la missione di Gesù, che diventerà un pastore di uomini.

## L'adorazione dei pastori nell'arte
- Adorazione dei pastori dipinto di Andrea Mantegna
- Adorazione dei pastori dipinto di Correggio
- Adorazione dei pastori dipinto di Tiziano Vecellio
- Adorazione dei pastori dipinto di Domenichino
- Adorazione dei pastori dipinto di Luca Giordano
- Adorazione dei pastori dipinto di Francesco De Mura
- Adorazione dei pastori dipinto di Caravaggio
- Adorazione dei pastori dipinto di Daniele Crespi
- Adorazione dei pastori dipinto di Peter Paul Rubens
- Adorazione dei pastori dipinto di El Greco
- Adorazione dei pastori dipinto di Cima da Conegliano
- Adorazione dei pastori dipinto di Jusepe de Ribera
- Adorazione dei pastori dipinto di Fabrizio Santafede
- Adorazione dei pastori altorilievo di Francesco Grassia
- Adorazione dei pastori dipinto di Niccolò de Simone